# آسنا توغال
آسنا توغال (انگلیسی: Asena Tuğal; ۲۸ اوت ۱۹۸۴ – ) روزنامه‌نگاری رادیو و تلویزیون، بازیگر اهل ترکیه بود.